# Dawn Patrol (film 2014)
Dawn Patrol è un film del 2015 diretto da Daniel Petrie Jr..
Film drammatico statunitense con protagonisti Scott Eastwood e Rita Wilson.

## Trama
John è un surfista che, dopo aver vendicato l'assassinio del fratello, scopre di aver ucciso l'uomo sbagliato e si arruola nel corpo dei Marines per sfuggire al suo passato. Questo arriverà a perseguitarlo anche qui, in un lontano deserto, in cui il protagonista dovrà sopravvivere a un cecchino sguinzagliato sulle sue tracce.